# Митридат (гора, Феодосия)
Митридат — одна из горных вершин Крыма. Расположена в исторической части города Феодосия. Высота 55 метров. Достопримечательность города.
От Феодосийского порта к горе ведёт Нагорная улица, из центральной части города — Митридатская улица.

## История

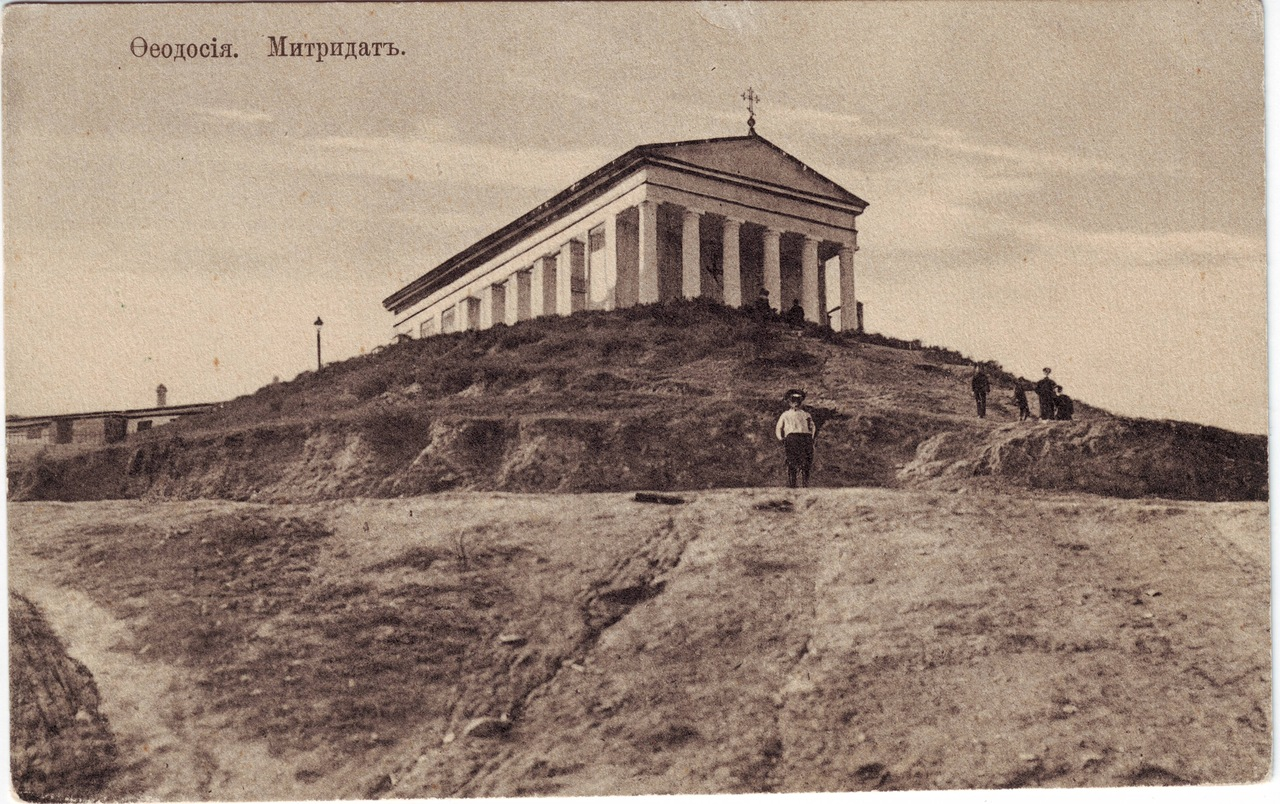
Музей древностей Айвазовского на горе Митридат (1871, в 1941 взорван)

Название горе, в честь понтийского царя Митридата VI Евпатора (132 до н. э. — 63 до н. э.), дал выдающийся феодосиец И. К. Айвазовский. Отчий дом Ивана Константиновича находился у подножия горы.
Айвазовский также на свои средства и по собственному эскизу выстроил на вершине горы здание для городского музея древностей. Здание, подобное античному храму, было видно со всех концов города и стало его достопримечательностью.
В 1925 году краеведческий музей открыли в одном из флигелей картинной галереи, экспонаты музея были перенесены туда, а на горе Митридат расположилась сейсмическая станция.
В первый год Великой Отечественной войны (1941) здание на горе Митридат было взорвано советскими сапёрами, так как оно служило удобным ориентиром для фашистских бомбардировщиков, которые как раз над горой разворачивались и летели бомбить порт. До наших дней сохранился фундамент и две уцелевшие колонны из камня габбро-диабаза, найденные, по мнению Р. Лихотворика, при раскопках древнего храма. Одна из колонн некоторое время как «древний менгир» находилась в сквере у башни Константина, но потом была возвращена на прежнее место.
При генуэзцах вблизи горы были возведены оборонительные стены и одна из башен генуэской крепости — башня Фомы.
На вершине горы сохранились также остатки древнего каменного сооружения неизвестного назначения, возможно старого склепа или генуэзского хранилища запасов на случай осады. Сейсмическая улица за горой проходит по бывшему крепостному рву.
Через тридцать лет после смерти жившего в Феодосии на покое генерала Котляревского (1782—1851), в 1882 году на горе Митридат на средства мецената Рукавишникова и по проекту Ивана Айвазовского была устроена часовня-мавзолей прославленного военачальника. Однако прах с прежнего места захоронения (ныне территория военного санатория, ул. Генерала Горбачёва) в новое перенесён не был, и могила генерала была утрачена в советское время.
На вершине горы в 1965 году установлен памятник семи погибшим советским бойцам, участникам феодосийского десанта 29 декабря 1941 года.
В 2012 году на горе Митридат оборудовали смотровую площадку.

## Галерея

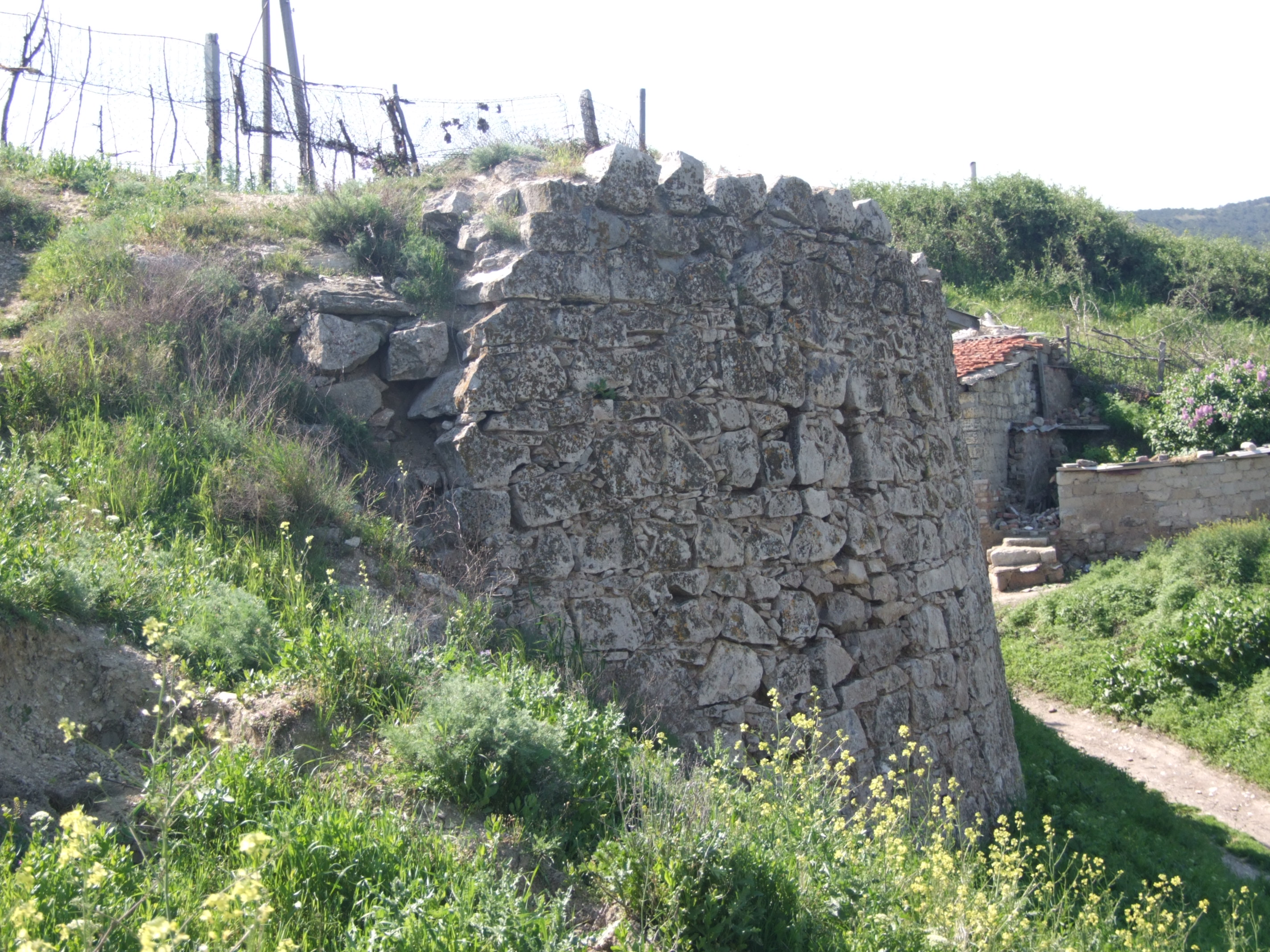
Башня Фомы
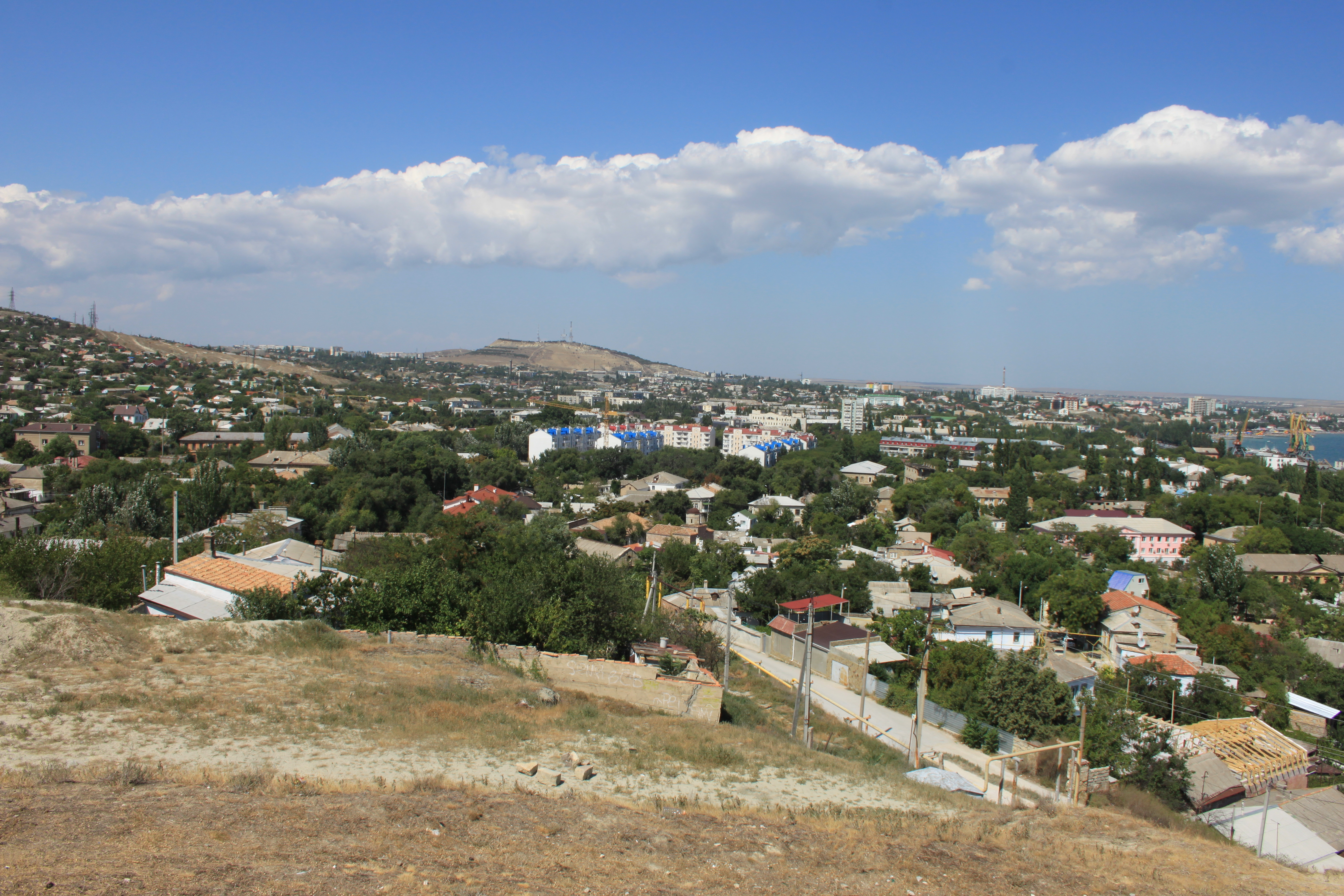
Вид с горы на северо-запад
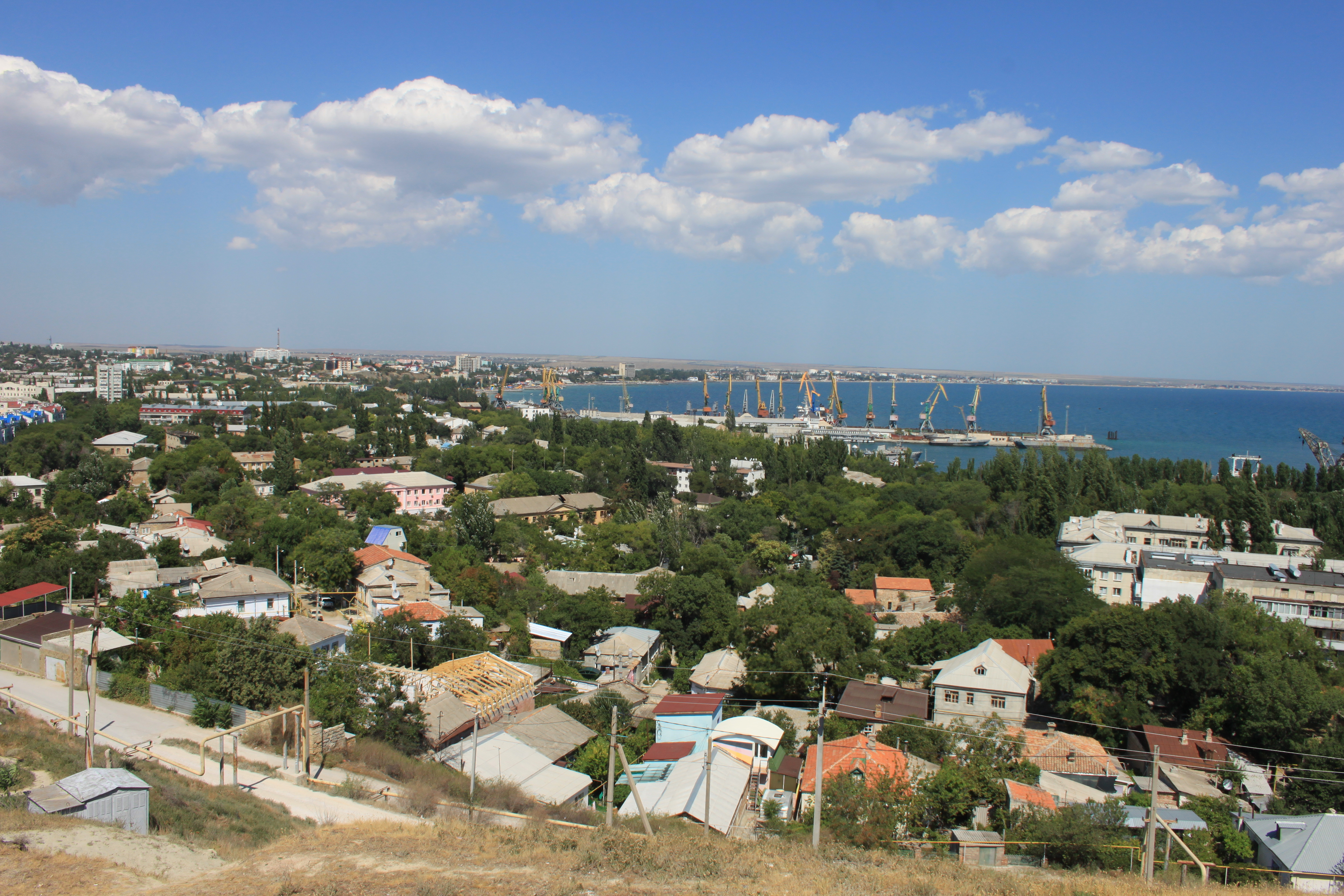
Вид с горы на северо-восток
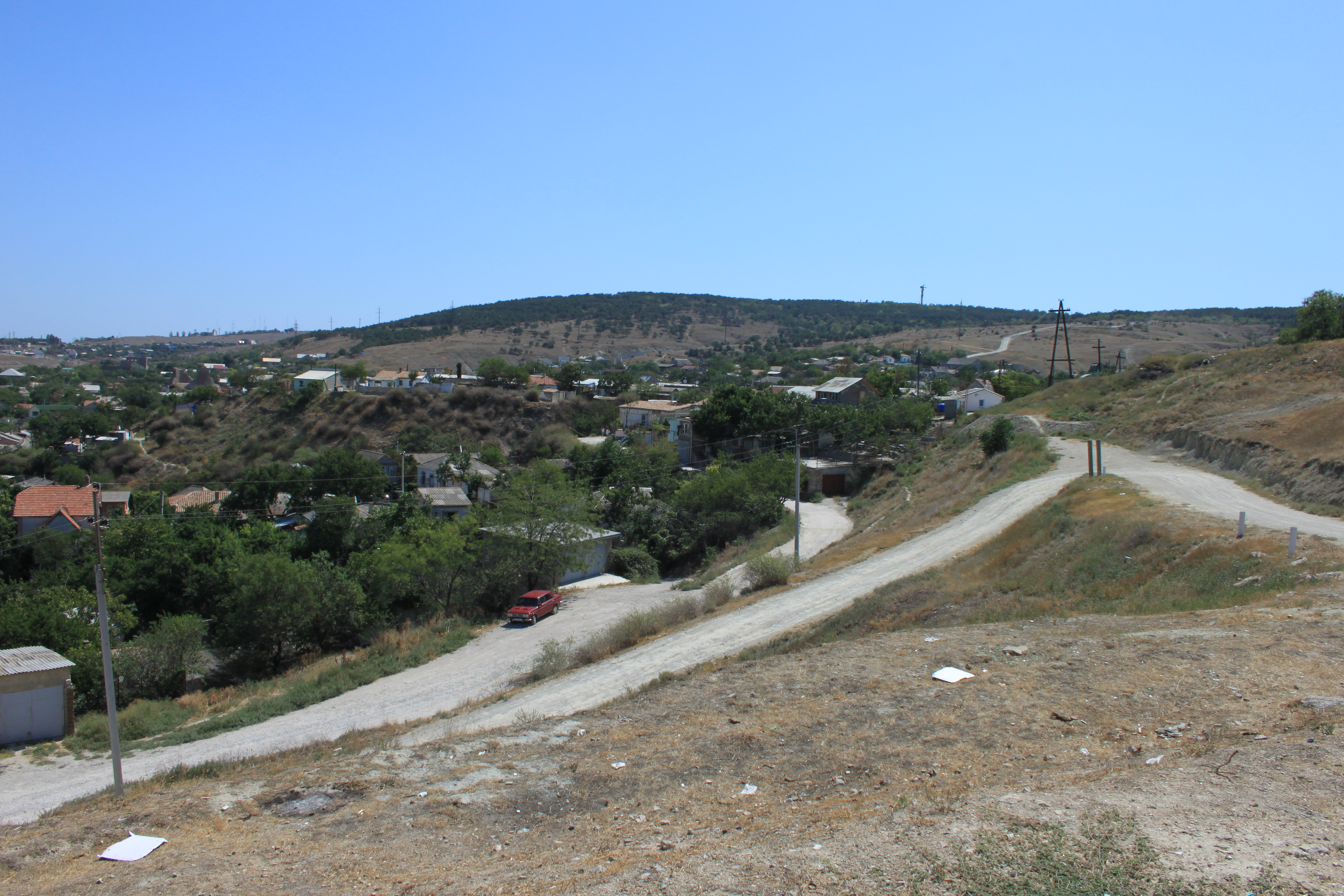
Вид с горы на юго-восток
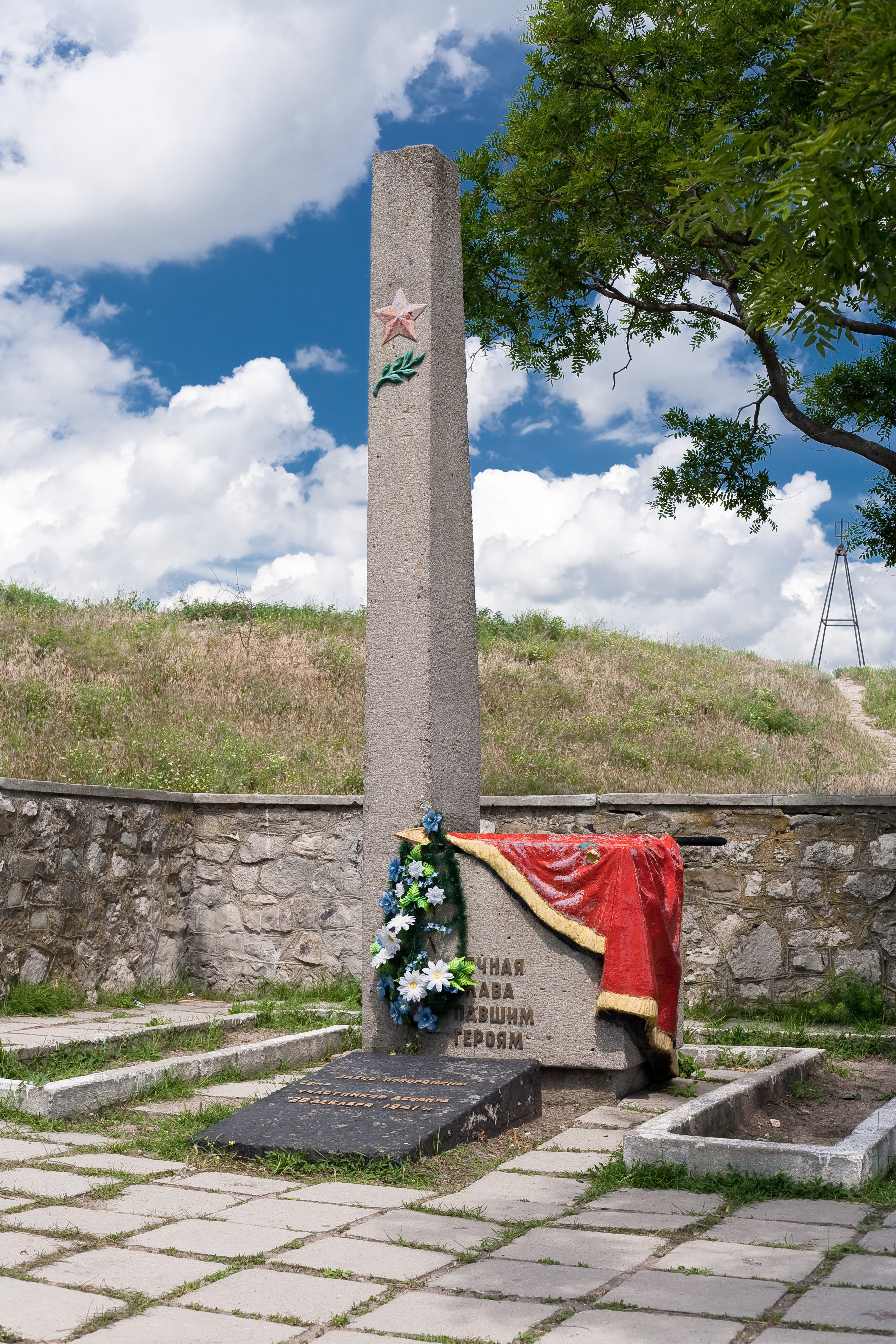
Братская могила советских воинов, 1941 г., 1962 г.